# Storia delle Kiribati
Le isole che oggi formano l'odierna Repubblica delle Kiribati vennero colonizzate da popolazioni oceaniche (che sono tuttora la stragrande maggioranza sulle isole) e vennero successivamente visitate da ulteriori invasori polinesiani e melanesiani alcuni secoli prima che i navigatori europei scoprissero le isole nel XVI secolo. Per gran parte del periodo successivo i principali arcipelaghi (di cui le Isole Gilbert) fecero parte dell'Impero britannico. Il paese ottenne l'indipendenza nel 1979 e da allora è conosciuto con il nome delle Kiribati.

## Preistoria
Gli I-Kiribati (patrionimico piuttosto recente) o le popolazioni gilbertesi si insediarono in quelle che sarebbe divenute le Isole Gilbert (nome in onore del capitano britannico Thomas Gilbert) nel periodo che va tra il 3000 a.C. e il 1300 d.C.
Le successive invasioni delle popolazioni samoane e tongane introdussero alcuni elementi della cultura polinesiana, mentre le invasioni delle popolazioni figiane introdussero elementi della cultura cosiddetta melanesiana. Con i secoli ci fu un discreto mescolamento, tanto da dare una cultura sufficientemente omogenea, sia nella lingua sia nelle tradizioni.

## L'epoca coloniale
Il contatto europeo avvenne nel XVI secolo, con Hernando de Grijalva che incontra Nonouti nel 1537, ma soprattutto nel XIX secolo. Cacciatori di balene, mercanti di schiavi, e navi mercantili arrivarono in gran numero solo nel XIX secolo, e il conseguente sconvolgimento contribuì a fomentare conflitti locali e introdussero nuove malattie che si rivelarono micidiali per le popolazioni native. Nel tentativo di ripristinare un certo ordine, nell’ambito di un accordo anglo-tedesco di spartizione, le isole Gilbert e le vicine isole Ellice (ora Tuvalu) divennero protettorato britannico (delle Isole Gilbert ed Ellice) nel 1892. La vicina Banaba (Ocean Island) venne annessa nel 1901 dopo la scoperta un anno prima di Albert Fuller Ellis di ricchi depositi di fosfato e guano.
L'intero arcipelago, più le isole Fanning e Washington (parte della Sporadi equatoriali), divennero colonia britannica nel 1916 come parte dei Territori britannici del Pacifico occidentale (la cui creazione risaliva al 1877 e governati da un unico Alto Commissario). Rimase tale fino al 1971. L'isola Christmas (1919), le isole dell’Unione (1925) e le isole della Fenice (1937) vennero incorporate prima della seconda guerra mondiale.
Il Giappone invase parte delle isole Gilbert e Ocean Island durante la seconda guerra mondiale. Nel novembre 1943 le forze alleate fecero un'offensiva contro le posizioni giapponesi nell'atollo di Tarawa nelle isole Gilbert, e si rilevò fra i più sanguinosi combattimenti della campagna del Pacifico. La battaglia fu un importante punto di svolta nella guerra in favore degli Alleati.

## L'autodeterminazione
Il Regno Unito favorì l'autogoverno nelle isole durante gli anni sessanta. Nel 1975 le Isole Ellice si separarono dalla colonia e formarono poco dopo lo stato indipendente di Tuvalu (1978). Le isole Gilbert ottennero un auto-governo nel 1971 ed elezioni generali nel febbraio 1978, che vide Ieremia Tabai eletto come Primo Ministro (Chief Minister) e poi Presidente della Repubblica a soli 27 anni.
Le isole formalmente divennero uno stato indipendente il 12 luglio 1979 sotto il nome delle Kiribati.